# أدولف كيتل
أدولف كيتل (بالتشيكية: Adolf Kittel)‏ هو منافس ألعاب قوى تشيكي، (و. 1902  م).

## وصلات خارجية
- أدولف كيتل على موقع أوليمبيديا (الإنجليزية)
- أدولف كيتل على موقع اللجنة الأولمبية التشيكية (التشيكية)